# Diamond Island (pel·lícula)
Diamond Island o Koh Pich (កោះពេជ្រ en llengua khmer) és un film dramàtic franco-cambodjà del 2016 dirigit per Davy Chou. Es va estrenar a la Setmana de la Crítica del 69è Festival Internacional de Cinema de Canes, en el qual va obtenir el premi de la Société des Auteurs et Compositeurs Dramatiques.

## Sinopsi
El jove Bora, de 18 anys, abandona la vila natal a l'àmbit rural per a traslladar-se a la capital del país, Phnom Penh, on treballa a un complex immobiliari ultramodern del barri de Diamond Island. Allà s'hi troba el seu germà Solei, que no veia de feia cinc anys, que li obre les portes a la vida urbana: s'enamora d'una noia i gairebé abandona la família pel somni americà.

## Producció
El film va ser coproduït pels Estats de Cambodja, França, Alemanya, Tailàndia i Qatar. L'elenc està format per actors debutants. Els càstings van tenir lloc durant quatre o cinc mesos als carrers de Phnom Penh i mitjançant Facebook.

## Elenc
- Sobon Nuon com a Bora
- Cheanick Nov com a Solei
- Madeza Chhem com a Asa
- Mean Korn com a Di
- Samnang Nut com a Virak
- Sophyna Meng com a Mesa
- Sreyleap Hang com a Pinky
- Jany Min com a Lida
- Samnang Khim com a Leakhena
- Batham Oun com a Blue

## Rebuda
La rebuda del film va ser positiva: a AlloCiné, la mitjana de crítiques professionals era de 3,8/5 i la de crítiques dels espectadors era de 3,6/5; mentre que a Rotten Tomatoes també va rebre un 3,8/5 com a puntuació mitjana.
Segons Jacques Morice de Télérama, «Davy Chou, un jove cineasta francès d'origen cambodjà, filma amb pinzellades senzilles però delicades. Capta els signes d'un moment de transició, tant per a Bora com per a Cambodja, un país que s'ha transformat ràpid com un llamp, passant de Pol Pot al liberalisme i els seus mirallets. […] La història del film és minimalista, s'hi prioritzen els estats d'ànim. Entre embriaguesa i melancolia, reeixides i cites perdudes, Davy Chou sap representar el temps que passa massa de pressa o massa a poc a poc per a un jove que ja sent que envelleix.»
En canvi, per a Serge Kaganski de Les Inrockuptibles, «si bé el context sociopolític assegura uns fonaments sòlids al seu film, Davy Chou s'eleva amb una facilitat increïble per a tutejar el cim de la poesia elèctrica i de la melancolia insidiosa. […] Aquest relat d'aprenentatge, a priori banal, és constantment adonat per la inspiració del cineasta per a crear una elegia urbana i sensual que de vegades evoca els moments més bonics de Jia Zhangke, Hou Hsiao-hsien o Apichatpong Weerasethakul, sense caure mai en l'error de citar en excés.»
Finalment, d'acord amb Jacques Mandelbaum de Le Monde, «Davy Chou compon un relat de formació elegíaca, dins d'un país en plena reconstrucció capitalista. […] Un pla socioeconòmic de què cada seqüència del film s'encarrega plàsticament mostrant mil llums i mil objectes de nit, posant-hi colors pop i la llangor de les sensacions al màxim d'intensitat, per a tornar cada matí a la freda realitat de can seixanta que posa a prova de foc tant l'amor com l'amistat. […] La posada en escena, al servei d'un relat que evoca immediatament el de Rusty James per Francis Ford Coppola, entre altres influències, de manera no menys flagrant, dins el repertori de les grans figures del cinema asiàtic.»

## Premis i reconeixements
A banda del premi de la Société des Auteurs et Compositeurs Dramatiques, el film va aconseguir el gran premi del Festival de Cinema de Cabourg. El mateix any, va rebre el Premi de Millor Film de Ficció al Festival Internacional de Cinema Francòfon de Namur, i el Premi Golde Gateway en la categoria de Millor film al Festival Internacional de Cinema de Bombai. Addicionalment, va tenir una menció especial al Premi Jean Vigo.